# Frédéric von Wrangel
Pour les articles homonymes, voir Wrangel.
Le baron, puis comte Frédéric von Wrangel (en allemand : Friedrich Heinrich Ernst von Wrangel) (13 avril 1784 à Stettin – 2 novembre 1877 à Berlin) est un Feld-maréchal de l'armée prussienne. Il était surnommé « Papa Wrangel ».

## Biographie

### Années de jeunesse et guerres napoléoniennes
Frédéric von Wrangel est né à Stettin en province de Poméranie et est le fils du général Friedrich Ernst von Wrangel (de). Il est entré dans le 6e régiment de dragons von Werther (de) en 1796 et est devenu sous-lieutenant en 1798. Il a combattu comme sous-officier pendant les guerres napoléoniennes, se distinguant en particulier à la bataille d'Heilsberg en 1807, et a reçu l'ordre Pour le Mérite. Lors de la réorganisation de l'armée, Wrangel est devenu successivement premier-lieutenant et capitaine, et a été promu au grade de lieutenant-colonel pendant la campagne d'Allemagne en 1813. Il a reçu la Croix de fer à Wachau près de Leipzig, et est devenu colonel en 1815.

### De 1815 à 1848
Wrangel commandait une cavalerie de la brigade en 1821, et deux ans plus tard il a été promu major-général. Il a commandé la 13e division d'infanterie, dont le siège est à Münster en Westphalie. En 1834, lorsque des émeutes survenues en raison de différences entre l'archevêque de Cologne et la couronne, il a fait part de détermination. La résolution avec laquelle il a traité le parti clérical a empêché des troubles plus graves et de sérieux ennuis. Il a été promu au grade de lieutenant-général, et a reçu de nombreux honneurs de la cour. Il jouissait de la confiance du parti Junker, et commanda successivement à Königsberg, capitale de la province de Prusse-Orientale et à Stettin, capitale de la province de Poméranie.
En 1848, Wrangel a commandé le 2e corps d'armée dans la Première Guerre du Schleswig. Il a été promu général de cavalerie, et a remporté plusieurs batailles. Toutefois, les autres puissances européennes ont fait pression sur la Prusse afin qu'elle retire ses troupes, et le roi Frédéric-Guillaume IV en conséquence a ordonné à Wrangel de retirer ses troupes des duchés. Wrangel a refusé, affirmant qu'il était sous le commandement non pas du roi de Prusse, mais du gouvernement de l'Allemagne confédérée. Il a proposé que, à tout le moins, tout traité conclu devrait être présenté pour ratification au parlement de Francfort, dominé par les libéraux - en donnant l'idée plutôt erronée qu'il était de leur côté. Cependant, les Danois ont rejeté cette proposition et les négociations ont été rompues. Après une douloureuse hésitation, la Prusse a signé une convention à Malmö qui a cédé à pratiquement toutes les exigences danoises, le 26 août 1848.

### Révolution de 1848
L'insubordination de Wrangel n'a pas été comptée contre lui, quand, à l'automne, il a été convoqué à Berlin pour y réprimer les émeutes conséquentes aux révolutions de 1848 dans les États allemands. En tant que gouverneur de Berlin et commandant en chef du Brandebourg (fonctions qu'il a occupées jusqu'à sa mort), il a proclamé l'état de siège, et fait renvoyer le président libéral et les membres de la Chambre. Il triomphe dans Berlin le 20 septembre 1848. Ainsi à deux reprises dans l'histoire troublée de la renaissance prussienne, Wrangel a atteint son but sans effusion de sang.

### De 1848 à 1866

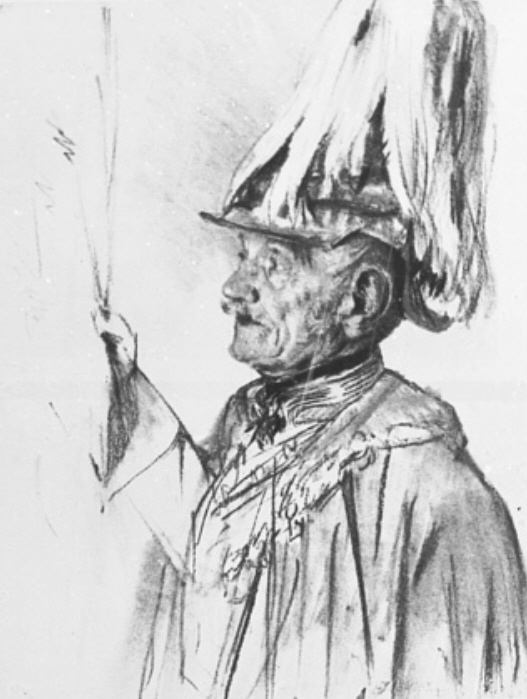
Portrait du Feldmarschall von Wrangel vers 1865

À partir de ce moment, Wrangel s'est consacré à la relance de la cavalerie prussienne, pour la sortir de la négligence et de l'inefficacité dans lesquelles elle était tombée pendant les années de paix et de pauvreté d'après 1815. Le 15 août 1856, alors qu'il était en service depuis soixante ans, il a été fait Generalfeldmarschall, soit maréchal. Un an plus tard, pour les 50 ans de la bataille d'Heilsberg, il reçoit son bâton de maréchal. À l'âge de quatre-vingts ans, il commandait encore l'armée austro-prussienne de la Seconde Guerre du Schleswig contre le Danemark en 1864. Wrangel était cependant trop vieux pour commander de manière efficace et il a donc souvent émis des ordres vagues ou impraticables. Il aurait préféré que le jeune et brillant « Prince Rouge », Frédéric-Charles de Prusse, reçoive ce commandement ; toutefois, le prestige du nom de Wrangel, et les commandements de Frédéric-Charles, de Moltke l'aîné, de Falckenstein, et de Gablenz ont permis de faire de cette campagne un succès retentissant.

### Fin de carrière et guerre franco-prussienne

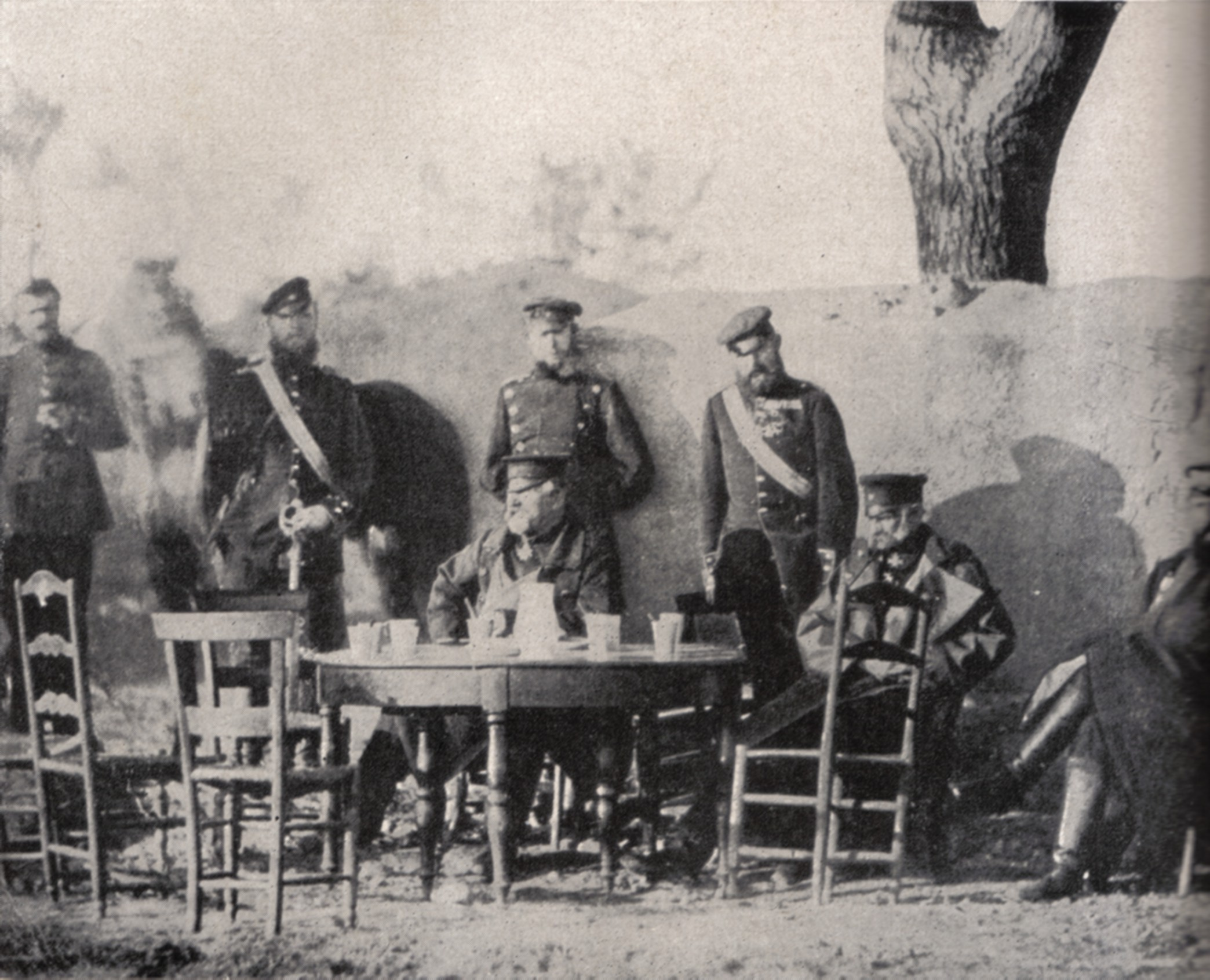
Le Generalfeldmarschall von Wrangel à Corny, près de Metz, en septembre 1870

Après la bataille de Düppel, Wrangel a démissionné de son commandement, et a reçu le titre de comte et d'autres honneurs. En 1866, « Papa » Wrangel participe à la guerre austro-prussienne, mais sans commandement en raison de son grand âge. Il a pris un vif intérêt dans la seconde réorganisation de la branche de la cavalerie entre 1866 et 1870, et dans la guerre franco-prussienne de 1870-1871. Il est mort à Berlin en 1877 à l'âge de quatre-vingt-treize ans. Au soixante-dixième anniversaire de son entrée à l'armée, le régiment de Wrangel, le 3e régiment de cuirassiers, a reçu le nom de « Graf Wrangel ».

## Caractère
Frédéric von Wrangel est réputé pour aimer sa popularité. On le disait capable de s'adresser à toutes les classes, mais aussi malin, plein d'humour et ayant une bonne réplique. Il était, en revanche, un général tout juste honnête,.

## Famille

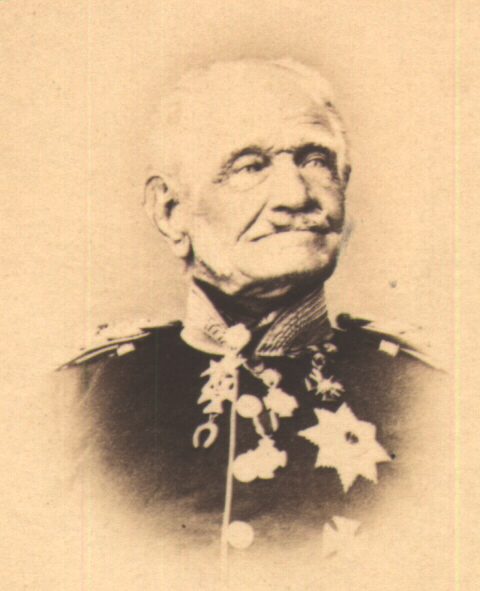
Portrait de Wrangel à la fin de sa vie.

Frédéric von Wrangel a épousé le 26 décembre 1810 sa cousine Lydia von Below (de) (1792-1880), fille de Friedrich Karl Ludwig von Below (de), à Trakehnen en province de Prusse-Orientale dont il a eu trois fils:
- Le baron Gustav Carl Friedrich von Wrangel (1812-1849), haut fonctionnaire prussien
- Le baron Carl Gustav Friedrich Paul von Wrangel (1817-1847), officier prussien
- Le baron, puis comte Friedrich Gustav Carl von Wrangel (1821-1867), officier prussien